# Friedrich Schröder
Ne doit pas être confondu avec Friedrich Ludwig Schröder.
Friedrich Hermann Dietrich Schröder, né le 6 août 1910 et mort le 25 septembre 1972, est un compositeur allemand de musique légère.

## Biographie
Fils d'un ingénieur de Westphalie et d'une mère souabe, Friedrich Schröder naît à Näfels, en Suisse. En 1914, la famille s'installe à Stuttgart. Après l'obtention de son diplôme en 1927, Schröder étudie à Münster (Westphalie) l'histoire de la musique et la musique d'église. En 1929, il s'installe à Berlin et continue ses études à l'Académie de Musique dans la classe de Paul Höffer. À cette époque, à cause de la crise économique mondiale, il perd l'héritage de son père. Son intention est d'être un musicien d'église, mais il renonce et effectue un travail de copiste. Il a rencontré Peter Kreuder et se fait connaître comme arrangeur de nombreuses musiques de films. De 1934 à 1937, il collabore avec Werner Schmidt-Boelcke comme chef d'orchestre au Metropol-Theater (Berlin-Mitte). Il devient l'élève du compositeur d'opérette Paul Lincke dont il dirige les œuvres à Berlin.
Dès 1936, Schröder écrit ses premières chansons et, à partir de 1937 ses premières musiques de films. Il travaille également pour l'orchestre de variété « Die Goldene Sieben », très connu dans les années 1930. Il poursuit sa carrière dans la musique de film et compose plusieurs opérettes, opéras et pièces de concert. En 1948, il est nommé premier directeur du département de la musique de la RIAS Berlin nouvellement créée. En 1955, il reçoit le premier « Paul-Lincke-Ring », décerné tous les deux ans à des musiciens qui ont rendu des services particuliers à la langue allemande dans la musique populaire. Schröder participe à la fondation du label Ariola. Il se consacre alors à la production musicale.
En 1964, il est élu président de l'Association pour la promotion de la danse et de la musique allemande de divertissement. Il est en outre co-initiateur d'un petit séminaire pour la musique légère à la Hochschule für Musik de Berlin.
Schröder se marie en 1931 avec Lieselotte Wieden dont il a trois enfants. D'une autre relation, il est le père d'une fille. Il meurt à Berlin-Ouest, à l'âge de 62 ans. Il est enterré dans le cimetière de Wilmersdorf à Berlin. Le tombeau est situé dans le département C3-3-16/17.

## Opérettes
- Hochzeitsnacht im Paradies (1941, filmé en 1962  avec Peter Alexander et Waltraut Haas)
- Nächte in Changhai
- Chanel Nr.5
- Das Bad auf der Tenne
- Die große Welt
- Isabella

## Chansons
- « Ich tanze mit dir in den Himmel hinein »
- « So stell ich mir die Liebe vor »
- « Man müsste Klavier spielen können »
- « Liebling, was wird nun aus uns beiden? »
- « Komm mit mir nach Tahiti »
- « Die Negermama singt ein uraltes Lied »
- « Gnädige Frau wo war'n sie gestern? »
- « Träume kann man nicht verbieten »

## Filmographie
| - 1936 : Weiße Sklaven - 1937 : Sieben Ohrfeigen - 1938 : Ein Lied von Liebe - 1938 : Einquartierung bei Klawunde - 1938 : Fortsetzung folgt - 1938 : Eine Nacht im Mai - 1939 : Onkel Fridolin - 1939 : Die Brezel - 1939 : Mann für Mann - 1940 : Ihr Privatsekretär - 1940 : Alles Schwindel - 1940 : Golowin geht durch die Stadt - 1940 : Der Kleinstadtpoet - 1941 : Immer nur Du - 1941 : Oh, diese Männer - 1941 : Ein Windstoß - 1942 : Weiße Wäsche - 1942 : Meine Freundin Josefine - 1943 : Die große Nummer - 1943 : Akrobat schö-ö-ö-n - 1946 : Peter Voss, der Millionendieb | - 1950 : Maharadscha wider Willen - 1950 : Hochzeitsnacht im Paradies - 1951 : Professor Nachtfalter - 1951 : Hilfe, ich bin unsichtbar - 1951 : Die Schuld des Dr. Homma - 1952 : Ein ganz großes Kind - 1953 : Briefträger Müller - 1953 : Der verzauberte Königssohn - 1953 : Die Privatsekretärin - 1954 : Sanatorium total verrückt - 1954 : Jedem das Seine - 1954 : Meine Schwester und ich - 1955 : Schwedenmädel (Sommarflickan) - 1956 : Charleys Tante - 1956 : Das Bad auf der Tenne - 1956 : Pulverschnee nach Übersee - 1956 : Das Sonntagskind - 1956 : Das Donkosakenlied - 1958 : Italienreise – Liebe inbegriffen - 1961 : Ihr schönster Tag - 1962 : Hochzeitsnacht im Paradies - 1963 : Frühstück im Doppelbett |